# Syconycteris hobbit
Syconycteris hobbit — вид рукокрилих, родини Криланових. 

## Поширення, поведінка
Проживає тільки в більшої висоти гірських лісах Центральних Кордильєрів на острові Нова Гвінея (Індонезія та Папуа Нова Гвінея). Його природним середовищем проживання є субтропічний або тропічний сухий ліс. Був записаний на висотах з 1860 і 2700 м над рівнем моря. Був зафіксований, як у первинному середовищі проживання так і в сільських садах.